# Estación de esquí de San Isidro
La estación de esquí de San Isidro, inaugurada en 1974, está situada en el puerto homónimo de la cordillera Cantábrica, en la zona norte de la provincia de León, comunidad autónoma de Castilla y León, España. Sus instalaciones se encuentran en los términos municipales de Puebla de Lillo y Valdelugueros, que se corresponden con los valles del Alto Porma y del Alto Curueño. Es propiedad de la Diputación Provincial de León, la cual se encarga de su gestión, al igual que la también leonesa Leitariegos.
La estación, que cuenta con grandes posibilidades de ampliación, tiene 27,5 kilómetros de pistas esquiables, distribuidas en cuatro sectores: Requejines, Riopinos, Cebolledo y Salencias-La Raya, perfectamente comunicados entre sí. El nivel de las pistas es desde principiante hasta experto, con 5 pistas verdes, 9 azules, 13 rojas y 4 negras, sumando un total de 31 pistas, además de un circuito de fondo balizado, permitiendo la práctica de cualquiera de las modalidades de esquí moderno.

## Historia

### Los antecedentes
La historia de San Isidro comienza cuando en los años sesenta el gobierno leonés decidió entrar en el negocio de la nieve, reservando fondos para la inversión en la estación invernal de Pajares. El presidente de dicha estación, Jesús Suárez Valgrande, declinó aceptar dichos fondos. Debido a ello, surgió la idea de la estación invernal de San Isidro, ya que León decidió invertir dichos fondos en construir una estación propia en su territorio. En principio, se crearían dos proyectos para crear dos estaciones de esquí, una en el puerto de San Isidro y otra en el puerto de Tarna; a pesar de que sería la primera la que se llevaría finalmente la inversión, el gobierno leonés no se olvidó del proyecto de Tarna, llegando a instalar en la zona dos remontes en lo alto del puerto.
Los comienzos de la Estación Invernal de San Isidro se vieron obstaculizados por problemas de lindes con el Principado de Asturias, retrasando el inicio de las obras hasta la década de los setenta. Como consecuencia de ello, la actividad en el puerto se quedó en un segundo plano frente a la estación de Pajares, debido a las precarias comunicaciones que conectaban el puerto de San Isidro con León y Asturias; esto no obstaculizó que el puerto comenzase a tener cierta actividad montañera no ligada al esquí, construyéndose a lo largo de la década de los sesenta dos albergues de montañeros en el alto del puerto.
Poco a poco, el desarrollo del esquí llegó al puerto de San Isidro, con una escasa afluencia de esquiadores al principio debido al desarrollo de la vecina Pajares, que ya contaba con dos remontes. A finales de los sesenta, la estación de San Isidro inauguró su primer remonte en la zona de Salencias, que no era más que un telesquí que funcionaba con un motor de gasolina y tenía únicamente dos perchas. Los artífices del inicio de la estación fueron Diego Mella, responsable de la instalación del remonte, y Felipe Moreno, a quien se debe el primer edificio de la estación, construido en 1969, y que actualmente es la cafetería de la zona de Salencias.

### 1970-1980

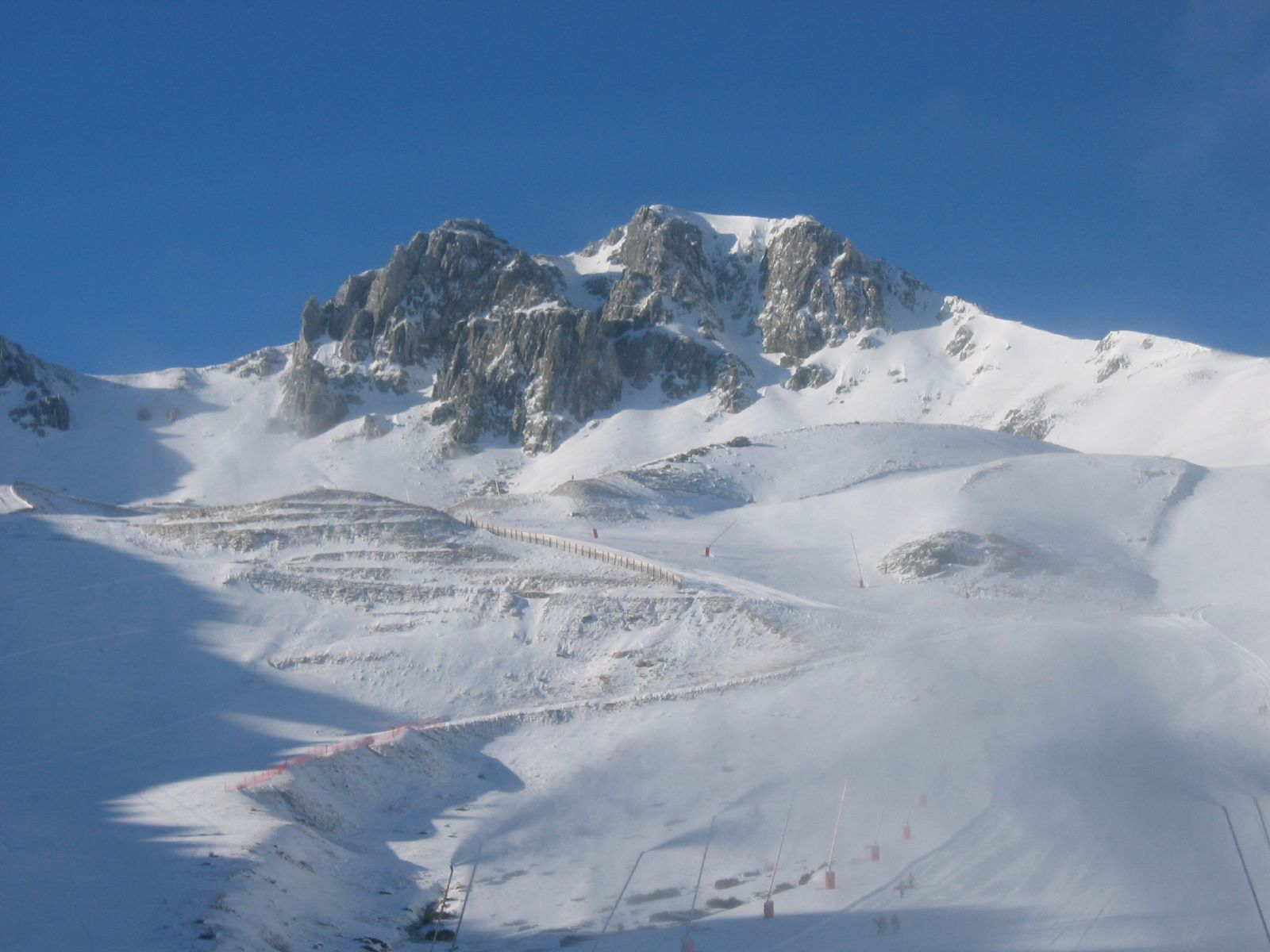
El Circo de Cebolledo.

En el año 1972, la estación invernal de San Isidro vio la instalación del primer remonte por parte de la Diputación Provincial de León en el área de Salencias, el denominado Salencias I. Al año siguiente, en 1973, se procedió a la apertura del telesquí de debutantes y La raya, que ampliarían la superficie esquiable de la estación a los 5 km. Finalmente, en 1974, se inauguró de forma oficial la estación con la incorporación del primer telesilla de la estación, el antiguo telesilla de Cebolledo. Unos años después la estación seguiría creciendo con la construcción de los telesquís de Salencias II y Las Piedras.
La estación continuó su desarrollo y fue recibiendo cada vez una mayor afluencia de esquiadores, pero por la juventud de sus instalaciones, San Isidro no contaba con máquina pisapistas, algo que complicaba hacer ciertos descensos. La morfología de pistas existente difería de la configuración actual, ya que Cebolledo sólo contaba con dos pistas, de las cuales la principal ocupaba la hoya de Cebolledo, terminando en una cortada donde se practicaban algunos saltos. En dicha cortada, la pista se dividía en dos, la que seguía el telesilla, a la derecha, y otra a la izquierda. Estas pistas tenían una dificultad elevada y hacían de Cebolledo una zona destinada a esquiadores experimentados. La menor dificultad de las pistas de Salencias hacían entonces que las mayores afluencias se centrasen en dicha zona y en la de Las Piedras, conformando dichos lugares el núcleo de la estación.
Con la expansión del dominio, la Diputación de León planificó San Isidro como una estación con un tamaño equiparable a las estaciones del Pirineo y con un modelo puesto de moda en los Alpes franceses, el cual definía una estación dividida en zonas con una para debutantes apartada del resto para evitar las aglomeraciones y redundar en una mejora de la calidad en toda la estación. De esa manera, se eligió Salencias como la zona de debutantes principal, instalando allí la Escuela de Esquí. Siguiendo el citado modelo, se procedió a instalar, en 1975, el telesquí de Requejines, diferente al actual, ampliando la estación hacia esa zona. Se instalaría además otro telesquí para debutantes en la zona, convirtiendo a Requejines en la alternativa a Salencias para los principiantes cuando en esta última escasease la nieve. En 1976, continuando con la expansión, la cual ya hacía peligrar la hegemonía de Pajares, se instalaría el telesquí de Cebolledo, diferente al actual, para dar acceso a la zona llana del sector y sustituir el obsoleto telecuerda existente. Este año también se procedió a la compra de la primera máquina pisapistas, que haría dar un salto cualitativo a la estación.
Entre 1977 y 1980, la crisis económica paró en seco, aunque momentáneamente, las aspiraciones de San Isidro. A pesar de ello, en esos años se procedió a remodelar Cebolledo, con vista a poner en servicio nuevas pistas, siendo la primera de ellas la de La Travesía, de una dificultad bastante elevada que se haría famosa al crear el dicho de "Quién esquía en San Isidro, esquía en cualquier sitio".

### 1980-1990
La década de los ochenta supuso para la estación una auténtica era dorada, ya que durante toda ella se abrieron en San Isidro un elevado número de nuevas instalaciones. Al comenzar la década, en 1980, se instaló el primer telesquí de Riopinos, se alargó el existente en Cebolledo y se planteó alargar el de Requejines. Gracias a estos nuevos remontes, la estación cubrió todo el dominio esquiable actual.
No obstante, la idea de los gobernantes siguió siendo la de crear una estación a la altura de otras del país. Por ello, en 1982 se construyeron dos nuevos remontes, Peñanevares y Riopinos II, cuyo objetivo era conectar con futuras zonas esquiables. Gracias a estas dos nuevas instalaciones, la idea de San Isidro como estación destacable cobraba forma, pero una vez más, problemas con Asturias supusieron una traba al desarrollo. El problema era que el telesquí de Riopinos II conectaba con zonas que pertenecían al Principado, el cual no estaba dispuesto a desarrollar dichas zonas para la estación leonesa (actualmente esa zona está ocupada por la estación de Fuentes de Invierno). El otro telesquí, el de Peñanevares, también quedó en un segundo plano al no cuajar la ampliación de la estación por el valle contiguo, a pesar de que este tenía unas características idóneas para su desarrollo. En 1983 se amplió el telesquí de Requejines.

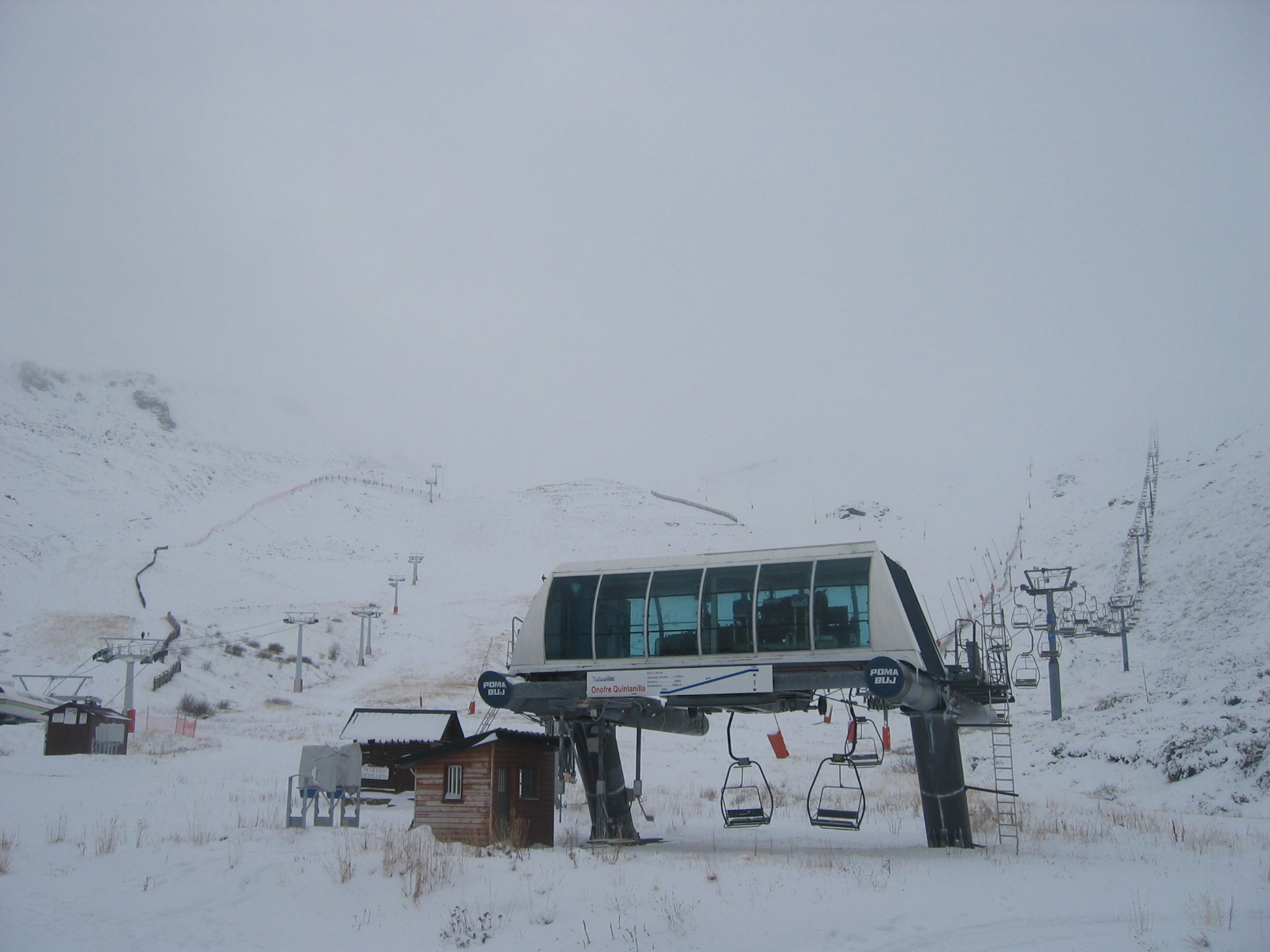
El telesilla Onofre-Quintanilla, inaugurado en 1984.

El crecimiento de la estación, que hacía peligrar su buen funcionamiento con una saturación no prevista, hizo que se llevase a cabo en 1984 la ampliación del aparcamiento de Cebolledo y la instalación del telesilla Onofre-Quintanilla. Con estas mejoras, San Isidro desbancaba a Pajares y se convertía en la mayor estación de esquí de la Cordillera Cantábrica. En 1985, para intentar subsanar aún más la saturación que aquejaba a la estación, se abrió el telesilla de Riopinos. Gracias a estas instalaciones, San Isidro pegó un salto cualitativo que la hizo aumentar en servicios, en pistas y en capacidad. A finales de la década, la estación sobrepasó por primera vez en su historia los 100.000 visitantes anuales.
La estación, no obstante, vio truncado su apogeo cuando en 1988 se presentó el invierno más cálido de la historia, haciendo que San Isidro apenas pudiera abrir en toda la temporada. En dicho año también se desmontó el telesquí de Las Piedras, que después pasaría largo tiempo apilado en la zona de Saliencias. El año siguiente, la situación fue la contraria y hubo nevadas históricas, haciendo que la estación permaneciese abierta hasta el primer fin de semana de junio. Todo ello parecía indicar que los noventa serían años tan buenos como lo fueron los ochenta.

### 1990-2000
A pesar de los problemas que seguirían después, los noventa comenzaron con copiosas nevadas en los años 1990, 1991 y 1992. Es a partir de 1993 cuando la nieve comienza a escasear. Esto no impidió que se desarrollasen algunas obras, como la remodelación de pistas en Cebolledo, mejorándose la pista La Travesía. 
Los cambios en la estación eran necesarios ya que ésta estaba sobresaturada por una afluencia que no paraba de crecer y que era incapaz de soportar y por la nula inversión por parte de la Diputación Provincial de León.
Esto hizo que se llevara a cabo una modernización total de la estación, abriendo el telesilla desembragable, que sustituyó al antiguo telesilla de Cebolledo, y el telesilla cuatriplaza de Requejines. Sin embargo, esta modernización no se vio correspondida con la meteorología, que hizo que tuviese lugar una de las peores temporadas de la estación, ya que la nieve escaseó desde el principio.
A finales de los noventa, los accesos a la estación desde San Isidro mejoraron sensiblemente con la adecuación de la carretera del puerto en su vertiente asturiana. Esta obra, que mejoraba sensiblemente la competitividad de la estación, se vio acompañada poco tiempo después por la apertura de los cañones de nieve artificial, que fueron los primeros en una estación de la cordillera Cantábrica y que en un principio innivaron una superficie de aproximadamente un kilómetro de longitud en la zona de Cebolledo.

### sigloXXI

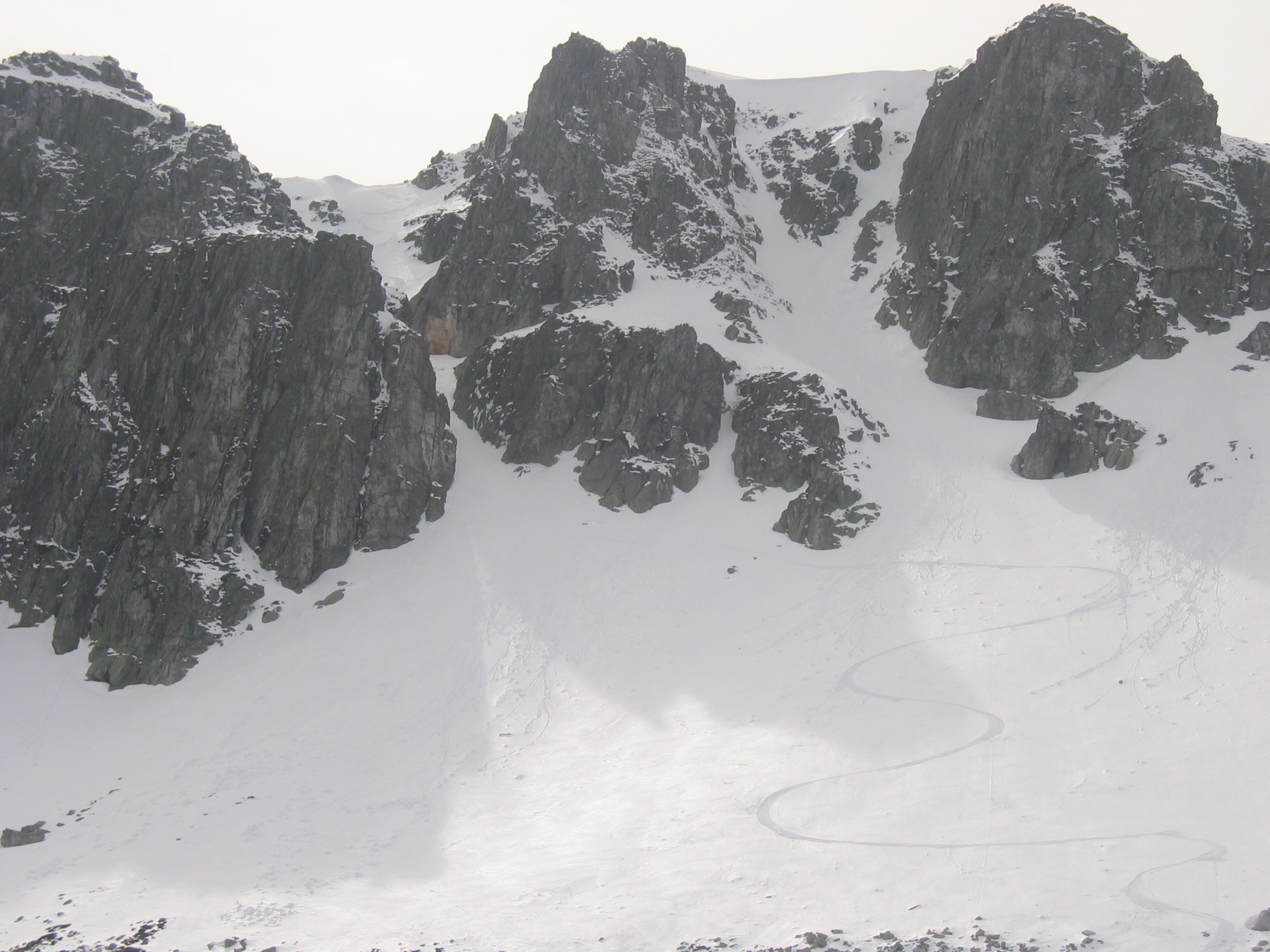
El Pico Agujas.

En el siglo XXI, la estación continúa viendo crecer la afluencia a sus pistas. Oficialmente cuenta con 24,8 kilómetros de pistas, aunque a esos kilómetros hay que descontar los provenientes de las pistas del valle del Silencio, que nunca han estado abiertas.
En los últimos años, San Isidro está viviendo una época de expansión, con un aumento sostenido de los forfaits vendidos y una mejora del número de días en los que está abierta la estación. Ésta es también una de las que más ha crecido en cuanto a número de usuarios y es de las que más abonos de temporada venden en el territorio nacional.
Todo ello hace que el futuro de la estación de San Isidro actualmente pase por la ampliación de las plazas hoteleras en la zona, algo que se está llevando a cabo, pese a cierta paralización por problemas con la línea eléctrica que abastece al complejo, con 400 nuevas plazas hoteleras a pie de pistas, 200 de las cuales se corresponderían a un hotel de cinco estrellas. Junto a ello, la desestacionalización también es importante, algo que la Diputación planteó en su momento con un polideportivo y un campo de golf, actuaciones que, no obstante, se encuentran paralizadas por problemas legales en el primer caso y políticos en el segundo, por la falta de acuerdo sobre la línea eléctrica. Sin embargo, lo más importante para la estación pasa por el aumento de los remontes, de los sistemas de innivación artificial y del dominio esquiable, sin olvidar la conexión con la estación asturiana de Fuentes de Invierno.

## Accesos a la estación
Debido a su situación en la comarca del Alto Porma, situada en el norte de la provincia de León, en el límite entre esta y el Principado de Asturias, es de fácil acceso desde ambas vertientes
Desde León

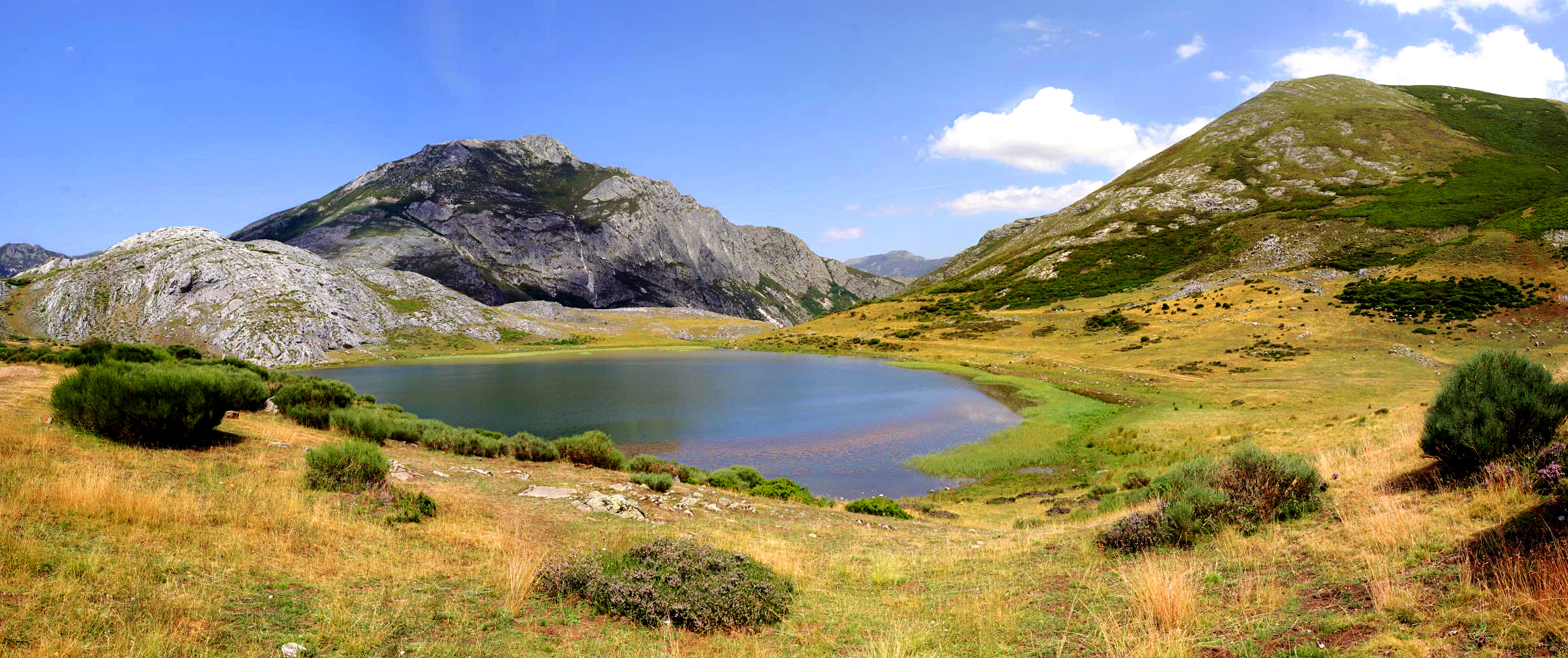
El Lago Isoba, junto a la LE-332 que da acceso a la estación.

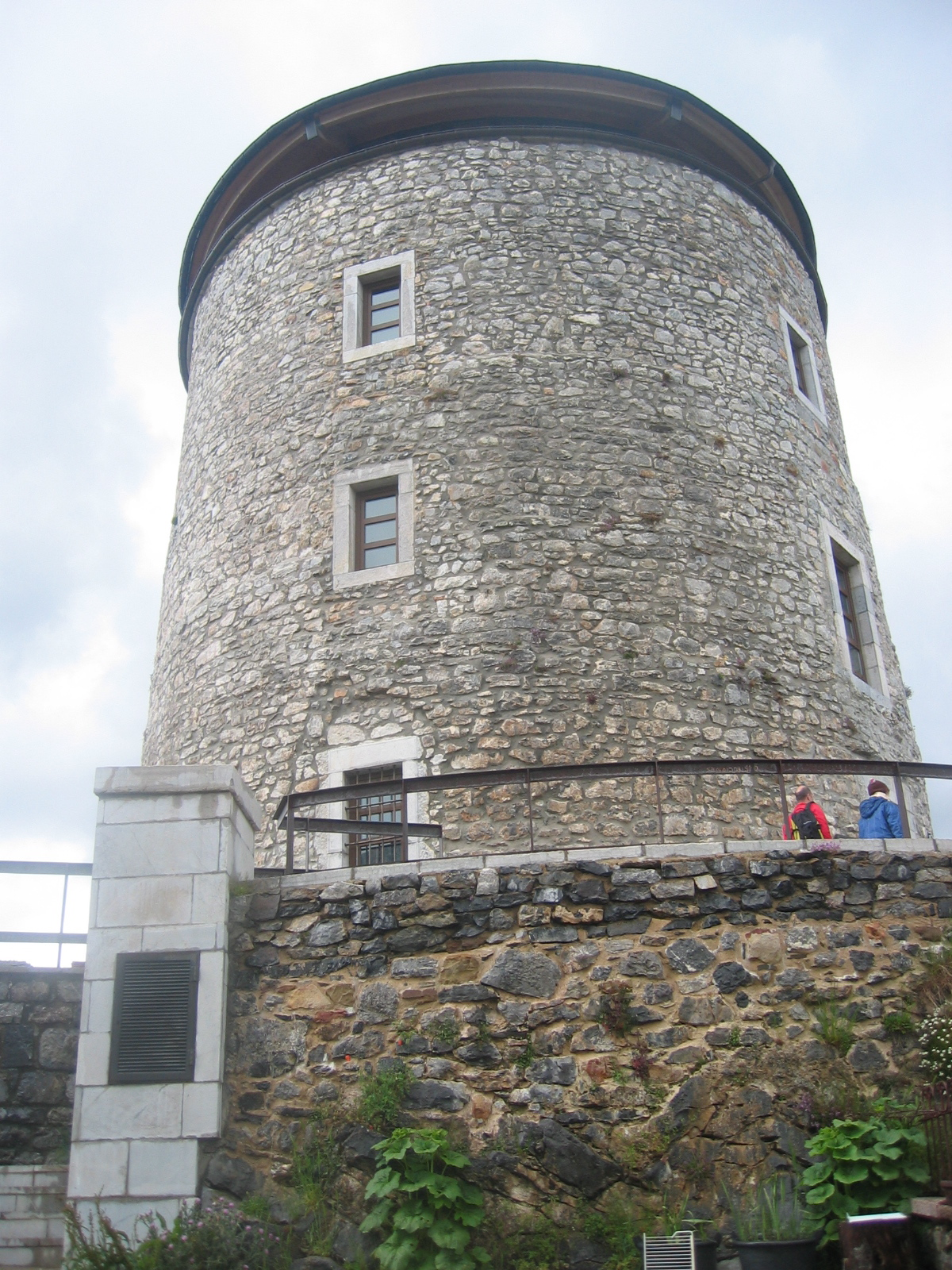
El Torreón de Puebla de Lillo.

Desde León hay dos accesos: el primero de ellos a través de la LE-331 a partir de Boñar y la LE-332 a partir de Puebla de Lillo. El otro acceso se encuentra por el valle del Curueño, desde La Vecilla, usando la carretera LE-321 hasta llegar al Puerto de Vegarada, donde hay una carretera de acceso a la vertiente de Riopinos.
Desde Asturias
Desde el Principado de Asturias también existen dos accesos. El primero de ellos usando la A-66 hasta la salida por la AS-112, a la altura de Ujo, carretera que sigue hasta el pueblo de Cabañaquinta, a partir de donde se toma la AS-253 hasta el puerto de San Isidro. 
El segundo sería el de la vertiente de Riopinos, a la cual se puede acceder usando la autovía A-66 hasta Campomanes, donde se toma el desvío por la N-630. A la altura de Villamanín se abandona para entrar en la carretera de Cármenes y desde aquí se continúa por las carreteras LE-313 y LE-321, a partir de las cuales se accede al Puerto de Vegarada, donde se encuentra el acceso.
Actualmente, y por problemas de lindes, el ayuntamiento de Valdelugueros ha comenzado las gestiones para la construcción de un nuevo acceso, que por el valle de Casomera y el puerto de Vegarada, comunicase San Isidro con Asturias por la vertiente del Curueño.

## Zonas esquiables
La estación invernal de San Isidro se encuentra dividida en cuatro zonas esquiables : Cebolledo, Requejines, Riopinos y Salencias - La Raya.
Cebolledo

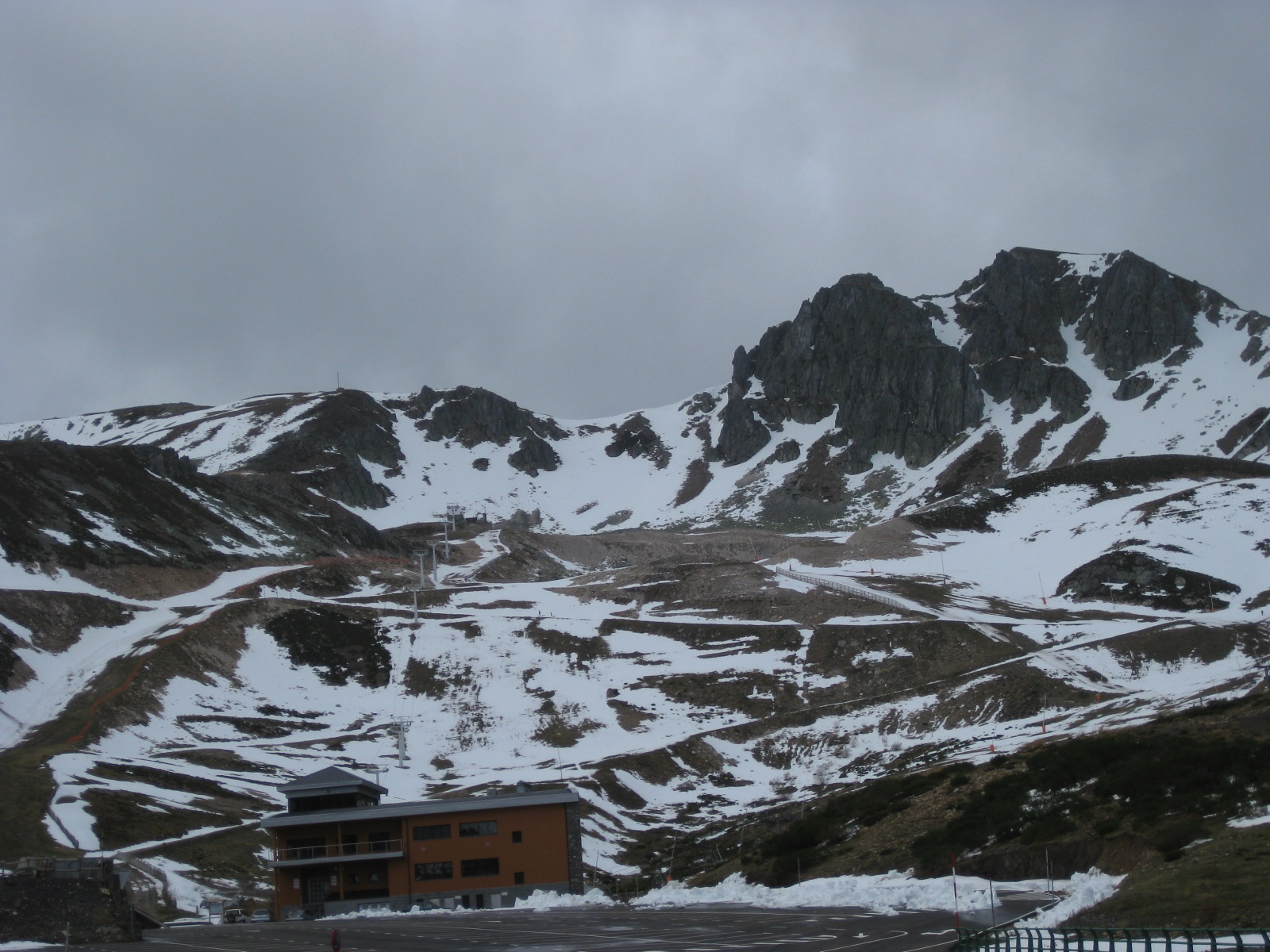
Vista del circo de Cebolledo con las primeras nieves de otoño.

La zona de Cebolledo se encuentra en el circo glaciar del mismo nombre, dominado por el Pico Agujas. Cuenta con un total de siete pistas distribuidas entre los 1680 y los 2010 metros de altitud y que se clasifican en dos verdes (Rebeco y Debutantes), dos azules (Cebolledo y Travesía), cuatro rojas (los Sentiles, el Circo, el Toneo y Gran Cañón) y dos negras (la Solana y la Collada). Dispone de cuatro remontes mecánicos, que son un telesilla cuatriplaza desembragable, un telesilla biplaza, un telesquí (cerrado y fuera de funcionamiento) y dos cintas transportadoras. Cebolledo se considera el centro de la estación por su nivel de dificultad medio-alto, su zona de debutantes y por ser el acceso a los sectores de Requejines y Riopinos. Tiene un dominio esquiable de 8,245 km, 3 de los cuales se encuentran innivados por los 53 cañones que se encuentran en funcionamiento en la zona.
En las pistas de Sentiles y Gran Cañón se celebran los campeonatos regionales de esquí alpino.
Requejines

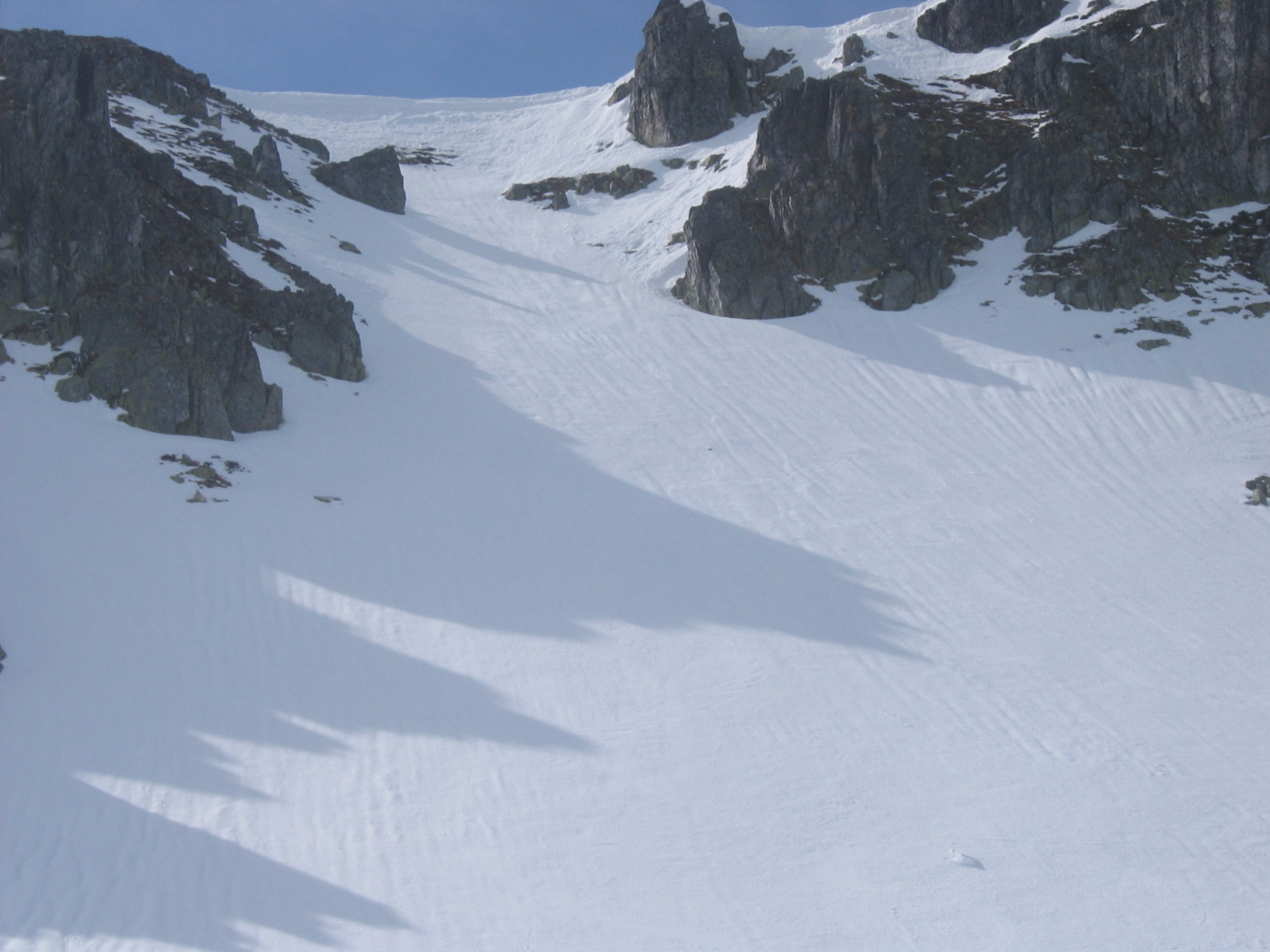
Fuera Pista del Pico Agujas.

La zona de Requejines se encuentra junto al Pico Agujas. Cuenta con un total de cinco pistas distribuidas entre los 1810 y los 2040 metros y que se clasifican en una verde (debutantes Requejines), una azul (las Liebres), tres rojas (Peñanevares, Respina y las Fuentes) y una negra (El Silencio). Cuenta con tres remontes mecánicos, que son un telesilla cuatriplaza, un telesquí y un telebaby. Requejines es una zona de iniciación por el predominio de las pistas fáciles intercaladas con otras de mayor dificultad. Desde este sector se accede a otras rutas fuera de pista muy conocidas entre los esquiadores expertos, como las de Peñanevares-Valle del Silencio y la del Pico Agujas. Tiene un dominio esquiable de 4,950 kilómetros, ninguno de ellos innivado.
Por su situación, a una mayor altitud que el resto de la estación y su orientación, es donde más tiempo se conserva la nieve de toda la estación, siendo la última en cerrar en casi todas las temporadas.
Riopinos
El sector Riopinos cuenta con cinco pistas, situadas entre los 1675 y los 2000 metros de altitud y clasificadas en una verde (debutantes Riopinos), dos azules (del Oso y Curueño), dos rojas (el Valle y Vegarada Exprés) y una negra (los Cazadores). Cuenta con tres remontes mecánicos, un telesilla biplaza, un telesquí y una cinta transportadora. Desde esta zona se accede además al fuera de pista de los Tubos del Toneo, que después de 500 metros de desnivel termina en la zona de Salencias. Tiene un dominio esquiable de 5,225 kilómetros, ninguno innivado.
Este sector cuenta desde el 2003 con el segundo acceso a la estación, efectuándose éste a través del puerto de Vegarada. Cuenta con un aparcamiento con capacidad para 150 vehículos y un edificio de servicios múltiples con taquillas para la venta de forfaits, cafetería y aseos, entre otros servicios. Gracias a este acceso, la estación invernal ha dinamizado el valle del Alto Curueño.
Salencias - La Raya
Salencias es la zona más baja de la estación, cuenta con ocho pistas distribuidas entre los 1500 y los 1640 metros de altitud y clasificadas en una pista verde (debutantes de Salencias), dos azules (los Piornos y la Tortuga) y tres rojas (las Lomas I, las Lomas II y la Perdiz). Cuenta con 3 remontes mecánicos, dos telesquís y un telebaby.
Ya en el Principado de Asturias, y dentro de la misma estación, se encuentra la zona de la Raya, que cuenta con una pista azul (la Raya) y dos pistas rojas (F-1 y F-2) teniendo como remonte un telesquí.
Salencias - La Raya es el lugar preferido para los que se inician en el deporte del esquí y no quieren aventurarse a coger un telesilla para iniciarse en Requejines. Es una zona separada del resto de la estación con un dominio esquiable de 5,820 kilómetros que, con el Plan Director, se unirá al sector de Cebolledo mediante una nueva pista y un telesilla.

## Expansión de la estación

### Plan Director
El Plan Director de San Isidro fue recibido por la Diputación en abril de 2006.
El plan establece que en un plazo de seis años la estación recibiría una inversión aproximada de 40 millones de euros solamente en los equipamientos invernales. El plan estaría centrado en varios puntos: el crecimiento de la estación en ocho kilómetros de pistas en las zonas de Riopinos y Requejines, a sumar a los 24,8 ya existentes, conformando una estación de 32,8 kilómetros de esquí alpino; en la innivación de todos los sectores de la estación, que permitiría una sustancial mejora del enclave a la hora de afrontar las campañas de climatología adversa; y en la renovación de los remontes, que serían sustituidos por sillas cuatriplaza y cintas transportadoras, lo que haría que la estación contase con ocho nuevos remontes, sin contar los necesarios para la puesta en marcha de las pistas de Riopinos y Requejines.
Otros puntos de este plan serían la creación de una pista que conectase la zona de Salencias y Cebolledo eliminando los dos telesquís, que serían sustituidos por un telesilla cuatriplaza que recorrería 1070 metros, distancia a partir de la cual se iniciaría la pista hacia la zona de Cebolledo. Por otro lado, el Plan Director apuesta por un snowpark, que se construiría en la zona conocida como la Plaza de Toros, para dar así cabida a un grupo de esquiadores que se ha incrementado en los últimos años. Por todo ello, el Plan basaría el crecimiento de la estación en las zonas de debutantes, para acceder al mercado con mayor potencial del sector y en la adecuación de la zona de Riopinos para impulsar el acceso desde el puerto de Vegarada por la comarca del Alto Curueño.
Ya en otro plano, los alrededores de la estación tendrían un desarrollo urbanístico para potenciar las plazas hoteleras a pie de pista. De este modo, la estación contaría con 500 nuevas plazas hoteleras, provenientes 180 de ellas de un hotel de cinco estrellas. Junto a él, se promocionaría un total de 400 nuevas viviendas, 93 de ellas en chalets prácticamente a pie de pista. El desarrollo de estos equipamientos hoteleros y residenciales se encuentra paralizado debido a la demora en la construcción de la línea de alta tensión que abastecerá los complejos invernales de San Isidro y Fuentes de Invierno.

### Unión con Fuentes de Invierno

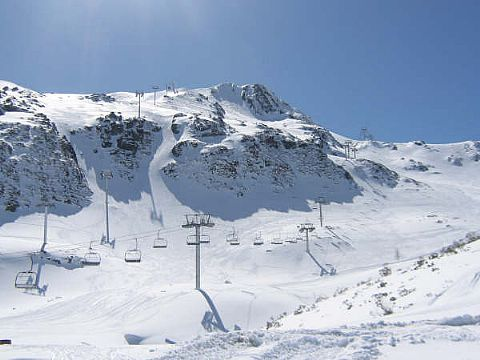
Fuentes de Invierno se encuentra junto a San Isidro, lo que posibilita su fusión.

El acercamiento de posturas entre Asturias y León ha posibilitado un principio de acuerdo para la fusión de las estaciones de esquí de San Isidro y Fuentes de Invierno. Esta fusión comenzará a dar sus pasos con la finalización de la línea eléctrica soterrada que desde la vertiente leonesa suministrará electricidad a ambas estaciones.
La fusión, que no se ha concretado en fechas, se llevará a cabo con la construcción de un remonte entre ambas estaciones, remonte que en San Isidro se encontrará en el dominio de Riopinos, en la vertiente del Curueño. El objetivo de la fusión es ofrecer una estación a la altura de las estaciones del Pirineo y que se consolide como la más importante de la cordillera Cantábrica, ya que después de la ampliación de San Isidro en 8 km, hasta los 32, la estación pasaría a contar con 40 kilómetros o 52 con el máximo desarrollo de Fuentes de Invierno.

## Alrededores de la estación
La estación se encuentra rodeada por espacios naturales de gran valor medioambiental, como los valles del Alto Curueño y del Alto Porma, el cual forma parte del Parque Regional de Picos de Europa, que se corresponden con los municipios de Valdelugueros y Puebla de Lillo respectivamente.
Vertiente del Porma

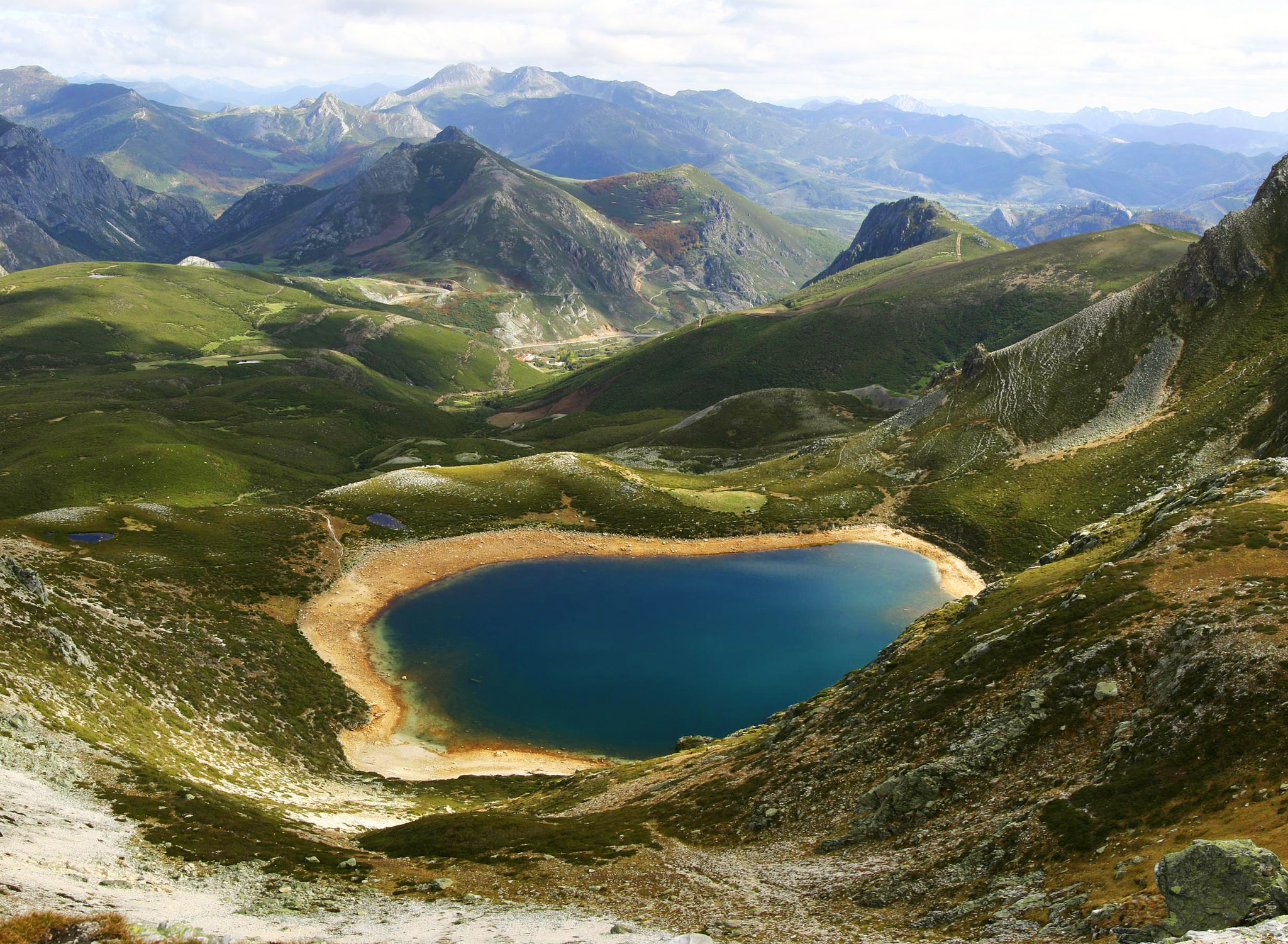
Lago del Ausente.

El pueblo más cercano a la estación es Isoba, enmarcado en el municipio de Puebla de Lillo. La cabeza de dicho municipio, de nombre homónimo, es un pueblo de montaña de 709 habitantes (INE 2008), donde se refleja la influencia del complejo invernal, ya que el pueblo cuenta con un gran número de servicios, surgidos a raíz de la estación y destinados a satisfacer las necesidades de los usuarios de la misma. El pueblo destaca por su torre medieval, del siglo XIV, que ha tenido diversos usos: primero como torreón defensivo del valle, función que desempeñaría hasta que en 1913 pasó a ser la casa consistorial del municipio leonés. Actualmente es el Centro de Interpretación de la Naturaleza del Parque Regional de Picos de Europa.

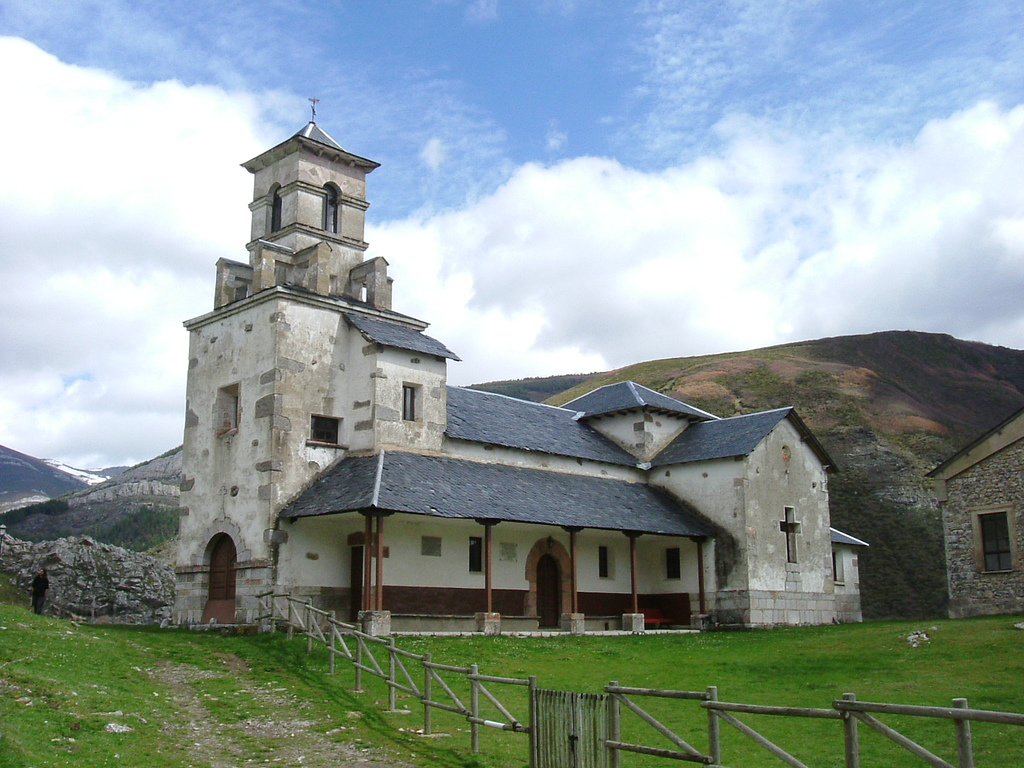
Iglesia de Lugueros.

Otros atractivos que ofrece la zona, alternativos a la práctica del esquí, son los lagos glaciares del Ausente y de Isoba, este último también llamado Presente. El primero de ellos se encuentra cerca de la estación y será el punto final de la primera pista de fondo con que contará la estación mientras que el segundo se encuentra en las proximidades del pueblo de Isoba, junto a la carretera LE-332.
Según reza la leyenda popular, el lago de Isoba se formó cuando un peregrino que se encaminaba hacia el Salvador intentó en vano recibir cobijo en el pueblo de Isoba, siendo recibido únicamente por el cura y la pecadora del pueblo, cuyo pecado era ser madre soltera del religioso. Viendo esta situación, el peregrino lanzó su proclama de «¡Húndase Isoba, menos la casa del cura y la de la pecadora!», ante lo cual comenzó a manar agua hasta que el pueblo quedó totalmente sepultado por las aguas del nuevo lago, exceptuando las casas del cura y de la pecadora.
El lago del Ausente también tiene su leyenda, que trata de una vieja ávara que vivía en un pueblo enclavado entre peñas. Ante su egoísmo, los habitantes de dicho pueblo lo abandonaron, dejando allí sola a la anciana. Un día, una tormenta de nieve le sorprendió y, sin que pudiese huir, el pueblo quedó sepultado. Dicen que en las noches de invierno aún se oyen los llantos de la anciana que vivirá para siempre en el fondo del lago Ausente.
En esta vertiente se encuentra también el pantano del Porma, lago artificial creado en 1968 tras inundar el valle donde se encontraba Vegamián, antigua cabecera comarcal de la zona. Es el segundo embalse de la provincia de León, tras el de Riaño. El pantano, que es un importante reclamo turístico para la zona, acoge varias competiciones náuticas. Junto a él se encuentra el Museo de la Fauna Salvaje de Valdehuesa, abierto recientemente y que tiene una amplia colección de animales disecados de todas partes del mundo.
Vertiente del Curueño

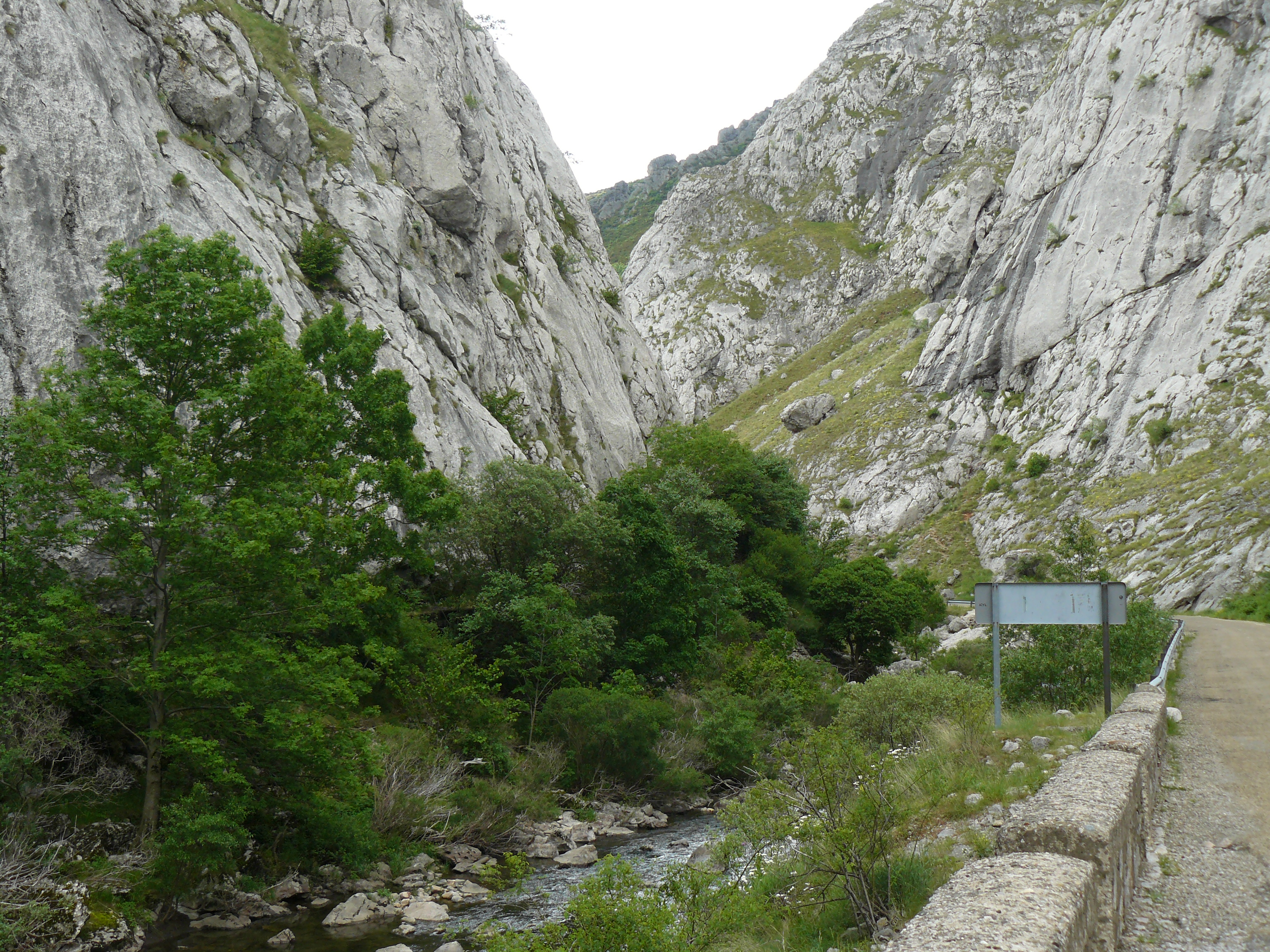
Las Hoces de Vegacervera.

La vertiente del Curueño acoge los pueblos del municipio de Valdelugueros, que desde que en 2002 se abriese el acceso a la estación por Riopinos, ha convertido al valle en la ruta más corta desde la capital, iniciando un proceso de transformación de su economía desde la ganadería al turismo. Esto se deja ver en los cada vez más frecuentes establecimientos turísticos entre los que destacan las casas rurales, tanto por cantidad como por número de plazas ofertadas, y  la rehabilitación de los numerosos inmuebles abandonados. 
El valle, debido a su peculiar aislamiento, ha sabido conservar el tradicional aspecto rural de la montaña leonesa, y sus pueblos enmarcan su atractivo con un valle como es el del río Curueño, que fluye encajonado entre las peñas y que es salvado por puentes de arco como el de Lugueros o Cerrulleda, legado romano y medieval de la calzada de Vegarada que atravesaba estos valles.
A medio camino entre la capital provincial y la estación se encuentran también las cuevas de Valporquero y las Hoces de Vegacervera.